# 2024년 9월 죽음
다음은 2024년 9월에 사망한 저명한 인물 목록이다.
- 9월 1일
  - 대한민국의 사회학자 김왕식
  - 코트디부아르의 축구인 솔 밤바
  - 홍콩의 영화배우 서소강
  - 일본의 탁구선수 쓰노다 케이스케
- 9월 2일
  - 소련의 레슬링선수 알렉산드르 메드베디
  - 미국의 영화배우 제임스 대런
- 9월 3일
  - 대한민국의 공무원 이주형
  - 대한민국의 미술가 하태진
  - 세르비아의 작가 보라 도르제비치
- 9월 5일
  - 미국의 래퍼 리치 호미 콴
  - 브라질의 음악가 세르지우 멘지스
  - 대한민국의 언론인 조일근
  - 우간다의 마라톤선수 리베카 체프테게이
- 9월 6일
  - 독일의 예술가 레베카 호른
  - 미국의 작사가 윌 제닝스
- 9월 8일
  - 일본의 성우 시노하라 에미
  - 미국의 야구선수 에드 크레인풀
  - 중국의 작가 톄류
- 9월 9일
  - 프랑스의 가수 캐터리나 발렌트
  - 미국의 영화배우 제임스 얼 존스
  - 미국의 만화가 존 캐서데이
- 9월 10일
  - 미국의 발레단 미켈라 드프린스
  - 미국의 정치인 짐 새서
- 9월 11일
  - 대한민국의 방송인 강영숙
  - 이집트의 축구인 에하브 갈랄
  - 대한민국의 정치인 정재문
  - 미국의 영화배우 채드 맥퀸
  - 네덜란드의 화가 피터 클라쇼스트
  - 페루의 제54대 대통령 알베르토 후지모리
- 9월 12일 - 미크로네시아 연방의 제3대 대통령 존 하글렐감
- 9월 13일
  - 미국의 패션디자이너 메리 맥패든
  - 일본의 정치인 소노베 이츠오
  - 대한민국의 모델 신해리
- 9월 14일
  - 미국의 육상선수 오티스 데이비스
  - 대한민국의 탁구선수 임태희
  - 쿠웨이트의 정치인 자베르 알무바라크 알하마드 알사바
- 9월 15일
  - 대한민국의 기상캐스터 김동완
  - 대한민국의 정치인 남재희
  - 대한민국의 기상캐스터 오요안나
  - 레바논의 소설가 일라이어스 코리
  - 미국의 음악가 티토 잭슨
  - 대한민국의 정치인 조경목
- 9월 16일
  - 중국의 고위지도자 쑹빈빈
  - 일본의 배구선수 아라키다 유코
  - 일본의 사진가 호소에 에이코
- 9월 17일
  - 미국의 소설가 넬슨 드밀
  - 미국의 싱어송라이터 J. D. 사우더
- 9월 18일 - 이탈리아의 축구인 살바토레 스킬라치
- 9월 19일 - 대한민국의 정치인 박동선
- 9월 20일
  - 대한민국의 기업인 김선구
  - 미국의 정치인 대니얼 J. 에반스
  - 일본의 싱어송라이터 사유리
  - 미국의 영화배우 캐서린 그랜트
  - 일본의 문예평론가 후쿠다 가즈야
- 9월 21일 - 미국의 색소폰연주자 베니 골슨
- 9월 22일
  - 대한민국의 정치인 박희부
  - 대한민국의 사회운동가 장기표
  - 미국의 문학평론가 프레드릭 제임슨
- 9월 24일 - 세네갈의 정치인 아마두 마흐타르 엠보우
- 9월 25일
  - 소련의 영화배우 로만 마댜노프
  - 대한민국의 농구인 박승일
- 9월 26일 - 미국의 영화배우 존 애슈턴
- 9월 27일
  - 대한민국의 음악인 김용만
  - 레바논의 정치인 하산 나스랄라
  - 영국의 영화배우 매기 스미스
- 9월 28일
  - 미국의 정치인 윈필드 던
  - 대한민국의 법조인 최광률
  - 미국의 싱어송라이터 크리스 크리스토퍼슨
  - 미국의 영화배우 드레이크 허지스틴
- 9월 29일
  - 일본의 성우 오오야마 노부요
  - 미국의 영화배우 론 엘리
  - 대한민국의 영화배우 전숙
  - 미국의 수학자 리처드 S. 해밀턴
- 9월 30일
  - 미국의 영화배우 가빈 크릴
  - 대한민국의 정치인 김판수
  - 미국의 야구인 피트 로즈
  - 미국의 농구인 디켐베 무톰보
  - 대한민국의 배우 박지아
  - 미국의 영화배우 켄 페이지